# María Blasco Marhuenda
María Antonia Blasco Marhuenda (Verdegás, Alicante, 1965), conocida como María Blasco, es una científica española especializada en la investigación biomolecular. Su trabajo se centra específicamente en el estudio de los telómeros, la telomerasa y su relación con el proceso de envejecimiento y el cáncer. Es autora de 297 artículos y tiene un índice h de 102.
Desde el 22 de junio de 2011 hasta el 29 de enero de 2025 ocupó el cargo de directora científica del Centro Nacional de Investigaciones Oncológicas (CNIO), siendo una reconocida autoridad en su campo de estudio.

## Datos personales y académicos
Nació en julio de 1965 en Verdegás, una pedanía rural de Alicante (España). Completó sus estudios y se licenció en Ciencias Biológicas en 1988 por la Universidad de Valencia. Posteriormente, en 1993, obtuvo su doctorado en Bioquímica y Biología Molecular en la Universidad Autónoma de Madrid, bajo la supervisión de Margarita Salas Falgueras, en el Centro de Biología Molecular Severo Ochoa (UAM-CSIC). Ese mismo año se trasladó a Estados Unidos para ocupar un puesto como investigadora postdoctoral en el laboratorio de la premio nobel (2009), Carol Greider, en el Cold Spring Harbor Laboratory, de Nueva York. Allí María Blasco clonó uno de los genes de la telomerasa de los mamíferos generando el primer ratón knockout para la telomerasa. Fue durante este tiempo que también fue nombrada miembro de la Leukemia Society of America. En 1997 comenzó su andadura de investigación como jefa de grupo y científica del Consejo Superior de Investigaciones Científicas (CSIC) en el departamento de inmunología y oncología del Centro Nacional de Biotecnología (CNB), Madrid.

### Centro Nacional de Investigaciones Oncológicas
En 2003, María Blasco se unió al Centro Nacional de Investigaciones Oncológicas (CNIO), asumiendo el liderazgo del grupo de telómeros y telomerasa, y dirigiendo el programa de Oncología Molecular. A partir de 2005, también desempeñó el cargo de vicedirectora de investigación básica en el CNIO, y en junio de 2011 fue nombrada directora científica del centro.
Desde su llegada a la dirección del CNIO diversificó las líneas de investigación del centro, incluyendo el estudio de la metástasis, el metabolismo y cáncer, la inmunoterápia y la inteligencia artificial. En este sentido, el CNIO  consiguió 6,4 millones de euros para la contratación de nuevos grupos en inteligencia artificial. Blasco también creó una Oficina de Innovación que atrajo más de 41 millones de euros en contratos con la industria y unas ventas anuales que de 2013 a 2024 suman unos 8 millones de euros.
El CNIO se mantiene a la cabeza de los centros de investigación del cáncer del mundo.

"Los telómeros son unas estructuras que protegen el material genético y juegan un papel fundamental en el proceso del envejecimiento celular... Cada vez que las células se dividen, las terminaciones cromosómicas se erosionan de forma progresiva, generando un deterioro que se va acumulando con la edad. Cuando este desgaste es máximo, se produce la senescencia y muerte celular... La telomerasa (enzima que logra alargar los cromosomas) solo actúa durante el desarrollo embrionario; después del nacimiento su actividad se silencia... Progresivamente, los cromosomas se van volviendo cada vez más cortos y surgen diversos tipos de daños que finalmente conducen al envejecimiento y muerte de la célula... Para que haya cáncer, las células tienen que rejuvenecerse, algo que consiguen activando de nuevo la telomerasa, es decir, despertando aberrantemente un gen embrionario. Así, alargarán su vida dando lugar a cánceres más agresivos… En este aspecto, se ha detectado que cerca del 95% de todos los tipos de tumores humanos activan la telomerasa para mantener la longitud de sus telómeros, logrando dividirse indefinidamente"
- María Blasco en una entrevista para la revista Quo, en junio de 2014.

## Contribuciones científicas en la biología molecular
A lo largo de su trayectoria científica ha publicado más de 200 artículos en las revistas científicas más prestigiosas del mundo, como Nature, Science o Cell, entre otras, y es referente mundial en el estudio de los telómeros (en los extremos de los cromosomas) y la enzima que los controla, la telomerasa, además de su relación con el cáncer y el envejecimiento. En 2008 logró demostrar que la activación de la telomerasa retrasa los procesos de envejecimiento. Ha sido también pionera en desarrollar una novedosa técnica de medición de los telómeros, cuya longitud se considera un biomarcador del riesgo de padecer enfermedades asociadas al envejecimiento como el cáncer. 
Entre las principales aportaciones científicas de María Blasco se encuentran:
- El aislamiento por primera vez de los componentes centrales de la telomerasa, la enzima responsable de mantener los telómeros en las células eucariotas. 
- Demostración de que telómeros cortos perjudican la movilización de las células madre, lo que afecta negativamente a la capacidad de regeneración de los tejidos y acelera los procesos de envejecimiento. Este hallazgo reforzó la importancia de los telómeros en el mantenimiento de la salud celular.
- Demostración de que el aumento de la expresión de la telomerasa en tejidos adultos puede retrasar el envejecimiento. Este descubrimiento tiene importantes implicaciones para el desarrollo de terapias antienvejecimiento y ha abierto nuevas líneas de investigación en biomedicina regenerativa.
- Indentificación de que las proteínas teloméricas desempeñan un papel central en este proceso. Su trabajo ha permitido entender mejor las enfermedades relacionadas con disfunciones en los telómeros y las proteínas que los protegen.
Asimismo, ha explorado la relación entre telómeros y cáncer, demostrando que la desprotección de los telómeros puede ser una nueva diana terapéutica para el tratamiento de cánceres agresivos, como el cáncer de pulmón y el glioblastoma multiforme. Este enfoque ha abierto nuevas posibilidades para el tratamiento de estas enfermedades.
Otro de sus avances significativos ha sido el desarrollo de una terapia génica basada en telomerasa para tratar la fibrosis pulmonar. Este enfoque representa un avance prometedor en el tratamiento de esta enfermedad degenerativa.

## Producción académica
María Blasco es autora de 297 publicaciones científicas, de las cuales 237 son artículos de investigación, 51 son revisiones y 9 son capítulos de libros. Su producción ha alcanzado un notable impacto en la comunidad científica, con más de 48,556 citas y un índice h de 102.
Ha contribuido al ámbito editorial como editora de prestigiosas revistas científicas, entre ellas Cancer Research Journal y Cell Biology. Además, es fundadora de la revista Aging, dedicada al estudio del envejecimiento y la longevidad.

## Apoyo a la divulgación científica

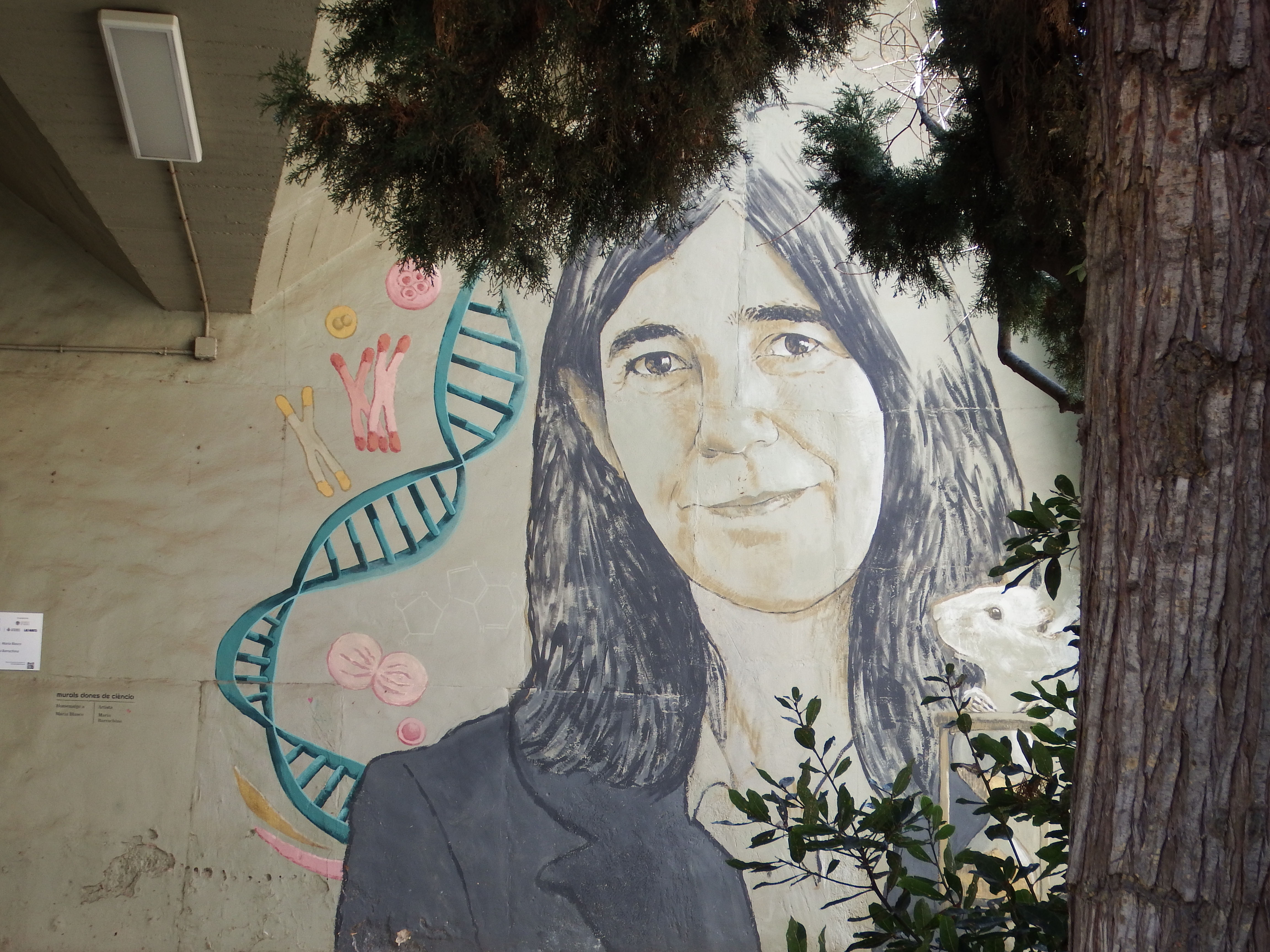
Mural de María Blasco en un instituto en Valencia (IES Sorolla)

María Blasco tiene un fuerte compromiso con la divulgación científica y ha participado frecuentemente en medios de comunicación como RTVE, BBC, Cadena SER, Onda Cero y El País, entre otros, para destacar la importancia de estos temas. Además, aboga por la necesidad de que las administraciones públicas proporcionen la financiación necesaria para mantener y respaldar estos proyectos.
Además, María Blasco es socia de AMIT (Asociación de Mujeres Investigadoras y Tecnólogas), en la que ha manifestado reiteradamente su preocupación por la situación de las mujeres en el ámbito científico, donde sigue habiendo desigualdad de género, sobre todo en los puestos de toma de decisiones.
Blasco es también creadora de diversas iniciativas como "Amigos del CNIO", un programa con el objetivo de establecer una red de apoyo y colaboración con individuos, empresas y organizaciones interesadas en promover y financiar la investigación contra el cáncer a través de donaciónes, "CNIO & The City", con el objetivo de acercar al CNIO a la comunidad escolar y educativa o "CNIO Arte", una iniciativa que establece el contacto entre científicos y artistas de primera fila internacional para explorar los territorios comunes entre la investigación científica y la creación artística.

## Críticas a su gestión como directora del CNIO
Blasco ha recibido críticas por presunta malversación de fondos en el programa de "CNIO Arte" aunque ella lo ha negado, responsabilizando a Presidencia del Patronato y al Director Gerente Juan Arroyo. La polémica se desató tras la publicación de un artículo en el diario ABC, en el que se denunciaba que «el CNIO destinó miles de euros a un programa que nada tiene que ver con su fin investigador oncológico», mientras sufre de un déficit presupuestario. A ello María Blasco respondió que «el programa se financia gracias al apoyo de entidades privadas colaboradoras del CNIO que específicamente quieren apoyar esta acción» y que «en ningún caso se financia con dinero de donaciones»
Posteriormente varios directores de laboratorios de investigación del centro criticaron en un artículo publicado en el diario El País la gestión de María Blasco como directora científica del CNIO. Según dicho artículo, Maria Blasco estaría eternizada en el puesto de dirección cobrando 230 000 euros y sin atender a las necesidades de investigación básica del mismo. El salario es determinado por el Patronato del CNIO según se refleja en sus estatutos disponibles en el Portal de Transparencia de la Institución. Otras noticias señalan que cobró 90 000 € de más en tres años, cantidades que no fueron devueltas, y que se compró dos casas en Galicia al contado con una colaboradora de "CNIO Arte". También ha sido objeto de críticas las grandes diferencias salariales dentro del CNIO, lo que ha llevado a un 10% de los trabajadores de la institución a reclamar en los juzgados la revisión salarial, si bien desde la dirección y la gerencia se afirma que no es de su competencia la fijación de los salarios. En total veintitrés jefes de investigación en el CNIO se han manifestado pidiendo el cese de Maria Blasco. Por otra parte, una investigación oficial culpa a María Blasco de abuso de poder en el CNIO, a la que se acusa de ser «una persona conocida por gritar y maltratar a sus trabajadores». 
La situación del centro y las críticas vertidas por una parte del personal llevaron al patronato del CNIO, con representación del Gobierno, a no aprobar el Plan de Actuaciones para 2025, solicitar a sus responsables una «explicación exhaustiva» de la situación del centro y paralizar las actividades del programa CNIO-Arte.
En una entrevista en RNE, Blasco dijo que la gestión económica del CNIO recae sobre el Director Gerente Juan Arroyo. Dijo comprender y compartir las críticas de los investigadores por la falta de recursos y bajos salarios y reclamó al Gobierno la aportación de las cantidades necesarias para su correcto funcionamiento y hacer del CNIO un centro competitivo. Anunció, además, su intención de solicitar al Defensor del pueblo una auditoría del centro, en respuesta a las acusaciones de sobresueldos que explicó como la percepción de complementos variables irregulares en función de objetivos.
Finalmente, el 29 de enero de 2025 fue destituida de su cargo por el Patronato del CNIO, junto al Gerente de la institución, Juan Arroyo Muñoz. Ya como exdirectora del CNIO, ella y su pareja Ruth Todelano acosan a una crítica de Arte en la feria Cultural en ARCO por las publicaciones que realizó Marisol Salanova sobre su labor en el CNIO.

## Empresas: Telomere Therapeutics y Life Length
María Blasco es fundadora de la empresa de biotecnología Life Length junto con la Fundación Marcelino Botín y la consultora Matlin Associates. Life Length, creada en septiembre de 2010, es una empresa encargada de explotar comercialmente, bajo licencia cedida por el CNIO, una tecnología que permite conocer la longitud de los telómeros y la previsión de división celular y por tanto la expectativa de vida -esperanza de vida individual- según esas variables. Mas recientemente, fundó la start up de Telomere Therapeutics. Esta última con el propósito inicial de crear una terapia génica a partir de la telomerasa para tratar la fibrosis pulmonar.

## Méritos, premios, reconocimientos y distinciones

María Blasco recibe la Distinción al Mérito Científico de manos del presidente de la Generalitat Valenciana, Ximo Puig.

- 2024:  Premio Inspiring Girls en su VI edición, otorgado por la Fundación Ortega y Gasset-Gregorio Marañón.[30]
- 2023 - Premio a la Mejor Dirección Científica y de Gestión, otorgado por la Federación Española de Empresas de Tecnología Sanitaria, Fenin, por su amplia trayectoria profesional.[31]
- 2023 - Premio El Club de las 25, otorgado por la asociación feminista El Club de las 25, el premio le fue entregado por Adela Muñoz Páez .[32] [33]
- 2023 - Alfiler de Oro, otorgado por La Asociación Mujer siglo XXI.[34]
- 2023 - Premio a la Trayectoria Internacional en la Protección del Derecho a la Salud. [35]
- 2022 - Doctora Honoris Causa por la Universidad Internacional de Valencia.[36]
- 2022  - Finalista al Premio Vanguardia de la Ciencia.[37]
- 2021 - Premio Mujeres Progresistas de Retiro en su IV edición.[38]
- 2019 - Premio Optimista Comprometida con la Ciencia que otorga la revista Anoche Tuve un Sueño.
- 2018 - En 2018 fue incluida en  La Tabla Periódica de las Científicas para conmemorar en el 2019 el Año Internacional de la Tabla Periódica de los Elementos Químicos, por celebrarse el 150.º aniversario de la publicación de Mendeléyev.[39]
- 2018 - Doctora Honoris Causa por la Universidad de Murcia. [40]
- 2017 - Distinción de la Generalitat Valenciana al Mérito Científico,[41] Premio Balmis Rotary Club Alicante.
- 2017 - Doctora Honoris Causa por la Universidad de Alicante
- 2016 - Premio Mujeres a Seguir 2016, en la categoría Premio Especial a la Excelencia a la divulgación científica.[42]
- 2014 - Seleccionada para la primera «Selección Española de la Ciencia», compuesta por trece científicos españoles destacados a escala internacional, por la revista Quo, en colaboración con el Consejo Superior de Investigaciones Científicas y el Consejo Superior de Deportes, .[43][44]
- 2014 - Doctora Honoris Causa por la Universidad Carlos III de Madrid. [45]
- 2013 - Académica Correspondiente de la Real Academia Nacional de Farmacia.[46]
- 2012 - Miembro del Comité Científico de AXA Research Fund
- 2012 - Miembro del Comité Científico de Vall d’Hebron Institut de Recerca (VHIR)
- 2012 - Miembro de la Junta Directiva y el presidente del comité asesor externo del Centro Nacional Español de Investigación en Envejecimiento (CNIE)
- 2012 - Pezcoller Foundation-AACR International Award por el Cancer Research Selection Committee
- 2012 - Nominada oficial para el 2014 Japan Prize de The Japan Prize Foundation, Japón
- 2012 - Embajadora Honoraria de la Marca España-2013. Ministerio de Asuntos Exteriores y Cooperación Internacional
- 2012 - Santiago Grisolía Chair 2012 in Biomedicine and Neurosciences, España
- 2011 - IDEAS 2011 Premio a la Innovación y Transformación Social, Fundación IDEAS, España.
- 2011 - Directora del Centro Nacional de Investigaciones Oncológicas.[47]
- 2010 - Premio Nacional de Investigación Santiago Ramón y Cajal.[48]
- 2010 - Premio Fundación Lilly de Investigación Biomédica Preclínica.
- 2008 - Premio Alberto Sols a la "Mejor Labor Investigadora".[49]
- 2007 - Premio Rey Jaime I a la Investigación Básica.
- 2004 - Premio medalla de oro EMBO (Organización Europea de Biología Molecular) Heidelberg.[50]
- 2003 - Premio Josef Steiner de Investigación en Cáncer.[51]
- 2002 - Premio-Conferencia EMBO Lecture en la reunión ELSO 2002, Niza, Francia.
- 2002 - Premio Early Career Award de la European Life Sciences Organization (ELSO).
- 2002 - Premio Young Cancer Researcher Award de la European Association for Cancer Research (EACR).
- 2001 - Premio SEBBM Beckman/Coulter.
- 2001 - Premio a la excelencia investigadora en biomedicina de la Fundación de Ciencias de la Salud.
- 2000 - Miembro electo de la Organización Europea de Biología Molecular.
- 2000 - Premio Swiss Bridge Award 2000 de Investigación en Cáncer.
- 2000 - Premio FEBS.
- 2000 - Editora de European Life Scientist's Organization Gazette (ELSO Gazette)
- 1999 - II Premio de Investigación en Oncología de la Fundación Echevarne.
- 1999 - Editora asociada del Journal of Biomedicine & Biotechnology.

### Otros
- Blasco da nombre a un instituto de San Vicente del Raspeig.
- En 2011 la calle de la Herradura de la partida del Verdegás de Alicante, pasó a llevar su nombre.
- Da nombre a una calle en Ciudad Real.

## Becas
- 1989-1993 - Beca predoctoral del Ministerio de Ciencia y Tecnología.
- 1993-1995 - Beca postdoctoral del Ministerio de Ciencia y Tecnología.
- 1996-1997 - "Special Fellow" de la "Leukemia Society of America".